# Великофонтанська сільська рада
Великофонта́нська сільська́ ра́да — колишня адміністративно-територіальна одиниця та орган місцевого самоврядування в Подільському районі Одеської області. Адміністративний центр — село Великий Фонтан.

## Історія
1 лютого 1945 р. об'єднали населені пункти Великофонтанської сільради — Групу Першу, Групу Другу і Групу Третю в один населений пункт, який назвали село Виноградівка.
18 серпня 2017 року Великофонтанська сільська рада увійшла до Куяльницької сільської громади.

## Загальні відомості
- Територія ради: 60,71 км²
- Населення ради: 2 183 особи (станом на 2001 рік)

## Населені пункти
Сільській раді були підпорядковані населені пункти:
- с. Великий Фонтан
- с. Гидерим
- с. Малий Фонтан
- с. Миколаївка Перша

## Населення
Згідно з переписом УРСР 1989 року чисельність наявного населення сільської ради становила 2313 осіб, з яких 1046 чоловіків та 1267 жінок.
За переписом населення України 2001 року в сільській раді мешкали 2152 особи.

### Мова
Розподіл населення за рідною мовою за даними перепису 2001 року:
| Мова       | Відсоток |
| ---------- | -------- |
| українська | 50,25 %  |
| молдовська | 32,98 %  |
| російська  | 16,12 %  |
| вірменська | 0,27 %   |
| білоруська | 0,09 %   |
| болгарська | 0,09 %   |
| гагаузька  | 0,05 %   |
| єврейська  | 0,05 %   |

## Склад ради
Рада складалася з 16 депутатів та голови.
- Голова ради:
- Секретар ради: Грабазей Марія Василівна

### Керівний склад попередніх скликань
| Прізвище, ім'я, по батькові   | Основні відомості                                            | Дата обрання | Дата звільнення |
| ----------------------------- | ------------------------------------------------------------ | ------------ | --------------- |
| Остапчук Катерина Никифорівна | Сільський голова, 1955 року народження, член Партії регіонів | 26.03.2006   | 31.10.2010      |

Примітка: таблиця складена за даними сайту Верховної Ради України

### Депутати
За результатами місцевих виборів 2010 року депутатами ради стали:

#### За суб'єктами висування
| Суб'єкт висування                 | Кількість обраних депутатів | %    |
| --------------------------------- | --------------------------- | ---- |
| Партія регіонів                   | 13                          | 81,3 |
| Народна партія                    | 2                           | 12,5 |
| Політична партія «Сильна Україна» | 1                           | 6,3  |

#### За округами
| № округу                          | Прізвище, ім'я, по батькові      | Дата визнання обраним | Освіта  | Партійна приналежність                  | Відомості про обраного депутата                                                                                         |
| --------------------------------- | -------------------------------- | --------------------- | ------- | --------------------------------------- | --- |
| Народна Партія                    |                                  |                       |         |                                         | |
| 4                                 | Жосан Лідія Володимирівна        | 04.11.2010            | вища    | член Народної партії                    | Гидеримська загальноосвітня школа І-ІІІ ст., директор                                                                   |
| 10                                | Трончук Марія Василівна          | 04.11.2010            | вища    | член Народної партії                    | пенсіонер |
| Партія регіонів                   |                                  |                       |         |                                         | |
| 1                                 | Остапчук Віктор Олексійович      | 04.11.2010            | вища    | член Партії регіонів                    | приватний підприємець «Остапчук В. О.»                                                                                  |
| 2                                 | Бабій Любов Іванівна             | 04.11.2010            | середня | член Партії регіонів                    | тимчасово не працює |
| 5                                 | Бабкова Олена Петрівна           | 04.11.2010            | вища    | член Партії регіонів                    | тимчасово не працює |
| 6                                 | Грабазей Марія Василівна         | 04.11.2010            | вища    | позапартійна                            | Великофонтанська сільська рада, секретар                                                                                |
| 7                                 | Негревода Валентина Петрівна     | 04.11.2010            | середня | позапартійна                            | Гидеримська загальноосвітня школа І-ІІІ ст., бібліотекар                                                                |
| 8                                 | Жосан Василь Михайлович          | 04.11.2010            | середня | член Партії регіонів                    | пожежний потяг станції Котовськ, машиніст насосних установок                                                            |
| 9                                 | Осадчий Андрій Володимирович     | 04.11.2010            | вища    | позапартійний                           | пенсіонер |
| 11                                | Токач Сергій Петрович            | 04.11.2010            | вища    | позапартійний                           | «ITI-компані Україна», торговий представник                                                                             |
| 12                                | Занфірова Валентина Василівна    | 04.11.2010            | вища    | член Партії регіонів                    | пенсіонер |
| 13                                | Коваль Таїсія Йосипівна          | 04.11.2010            | вища    | позапартійна                            | Великофонтанська сільська рада, головний бухгалтер                                                                      |
| 14                                | Чернобай Наталія Федорівна       | 04.11.2010            | вища    | позапартійна                            | управління праці та соціального захисту населення Котовської РДА, головний спеціяліст                                   |
| 15                                | Гончаренко Ольга Борисівна       | 04.11.2010            | вища    | позапартійна                            | Малофонтанська загальноосвітня школа І-ІІ ст., вчитель                                                                  |
| 16                                | Воскобойник Василь Олександрович | 04.11.2010            | вища    | позапартійний                           | центр електрозв'язку № 5 відкритого акціонерного товариства «Укртелеком», заступник начальника дільниці електромонтерів |
| Політична партія «Сильна Україна» |                                  |                       |         |                                         | |
| 3                                 | Макарова Тетяна Миколаївна       | 04.11.2010            | вища    | член Політичної партії «Сильна Україна» | тимчасово не працює |